# Ljubovija
Ljubovija (serbisch-kyrillisch Љубовија) ist eine Kleinstadt in der gleichnamigen Opština Ljubovija im Okrug Mačva in Westserbien. 

## Geographie
Ljubovija ist eine Grenzstadt Serbiens an Bosnien und Herzegowina. Nur die Drina trennt die Stadt vom Nachbarland. Durch die Stadt fließt die Ljuboviđa, die bei Ljubovija in die Drina mündet. In Ljubovija wird sehr lange schon Imkerei betrieben.

## Bevölkerung
2002 lebten in der Stadt 4130 Menschen, während es 1991 nur 3663 Bewohner waren. Die Mehrheit der Bevölkerung stellen Serben. Zudem leben noch kleinere Minderheiten von Jugoslawen, Montenegriner, Mazedonier, Roma, Kroaten, Russen, Bosniaken und Ungarn. Die Stadt besteht aus 1315 Haushalten.

### Demographie
| Jahr | Einwohnerzahl |
| ---- | ------------- |
| 1948 | 597           |
| 1953 | 660           |
| 1961 | 1142          |
| 1971 | 1614          |
| 1981 | 2717          |
| 1991 | 3663          |
| 2002 | 4130          |

## Geschichte

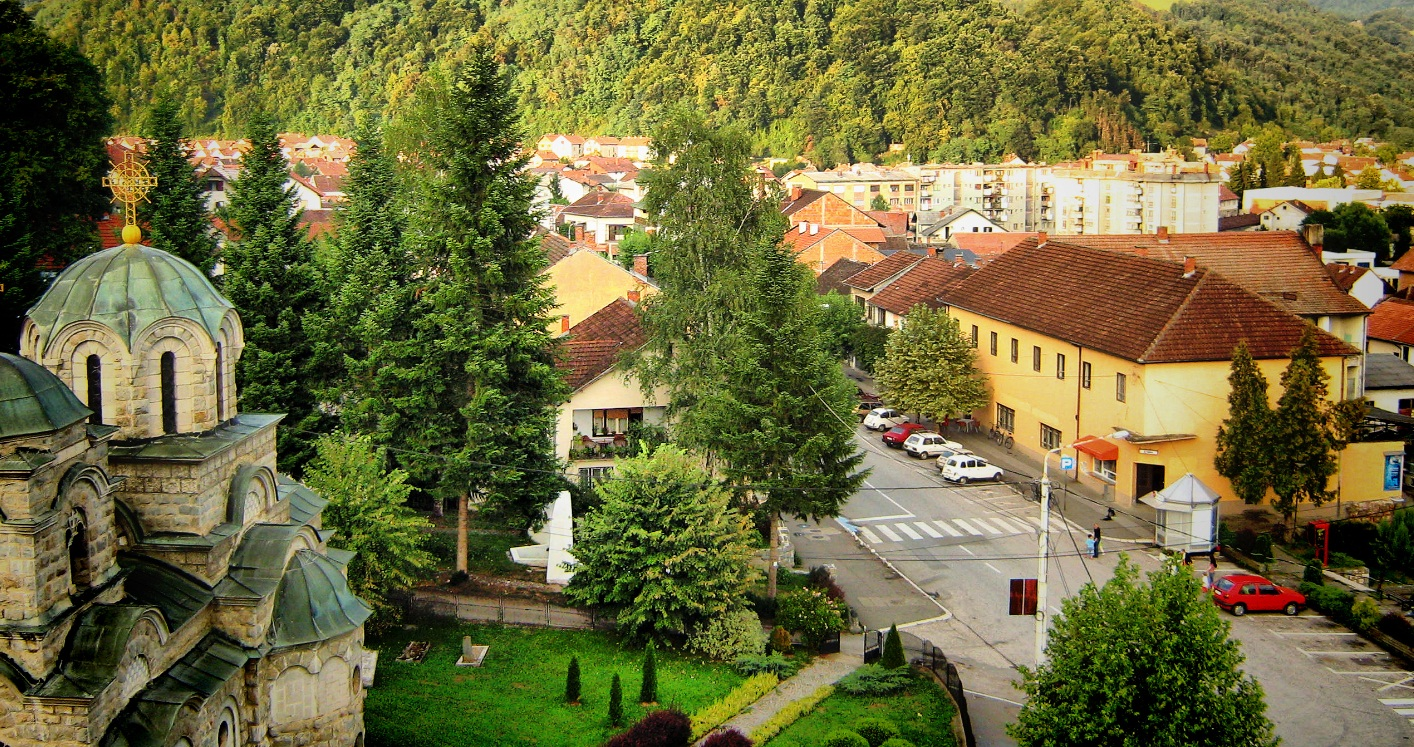
Blick auf das Stadtzentrum, im Vordergrund die Verklärungskirche

1837 wurde begonnen, auf dem Gebiet der heutigen Stadt Ljubovija Infrastruktur zu schaffen. 1860 entstand dort das Dorf Ljubovija. Am 3. Juli 1871 bekam Ljubovija das Stadtrecht verliehen. Das Stadtrecht war ein Dekret von König Milan Obrenović. 1896 zerstörte ein verheerendes Hochwasser der Drina die Stadt und die Bewohner bauten ihre Stadt drei Kilometer nördlich am Unterlauf des Drina-Nebenflusses Ljubovica wieder auf. Dieses Gebiet liegt etwas weiter weg von der Drina. 
Eine zügige Weiterentwicklung der Stadt verzögerten die Balkankriege, der Erste Weltkrieg und der Zweite Weltkrieg. Im Ersten und Zweiten Weltkrieg starben viele der Einwohner von Ljubovija, zudem auch viele aus den umliegenden Dörfern. Ab 1941 bis 1945 gehörten Bewohner der Stadt den kommunistischen Partisanen, aber auch den nationalistischen Tschetniks an. 
Erst in den 1980er Jahren erlebte die Kleinstadt einen Aufschwung und die ersten Fabriken entstanden.
In der Stadt steht die Vuk-Karadžić-Grundschule. Die serbisch-orthodoxe Verklärungskirche wurde von 1932 bis 1940 erbaut.

## Söhne und Töchter der Stadt
- Miroslav Stević (* 1970), ehemaliger Fußballspieler und heutiger Fußballfunktionär
- Slaviša Pavlović (* 1982), Schriftsteller und Dichter